# Martin St. Pierre
Martin St. Pierre, född 11 augusti 1983, är en kanadensisk professionell ishockeyspelare som spelar för Montreal Canadiens i NHL. Han har tidigare spelat för Chicago Blackhawks, Boston Bruins och Ottawa Senators.
Han blev aldrig draftad av något lag.